# باك كرامب
باك كرامب هو مسير أعمال كندي، ولد في 30 يوليو 1904 في ريفيلستوك في كندا، وتوفي في 26 ديسمبر 1989 في كالغاري في كندا.